# 홍송어

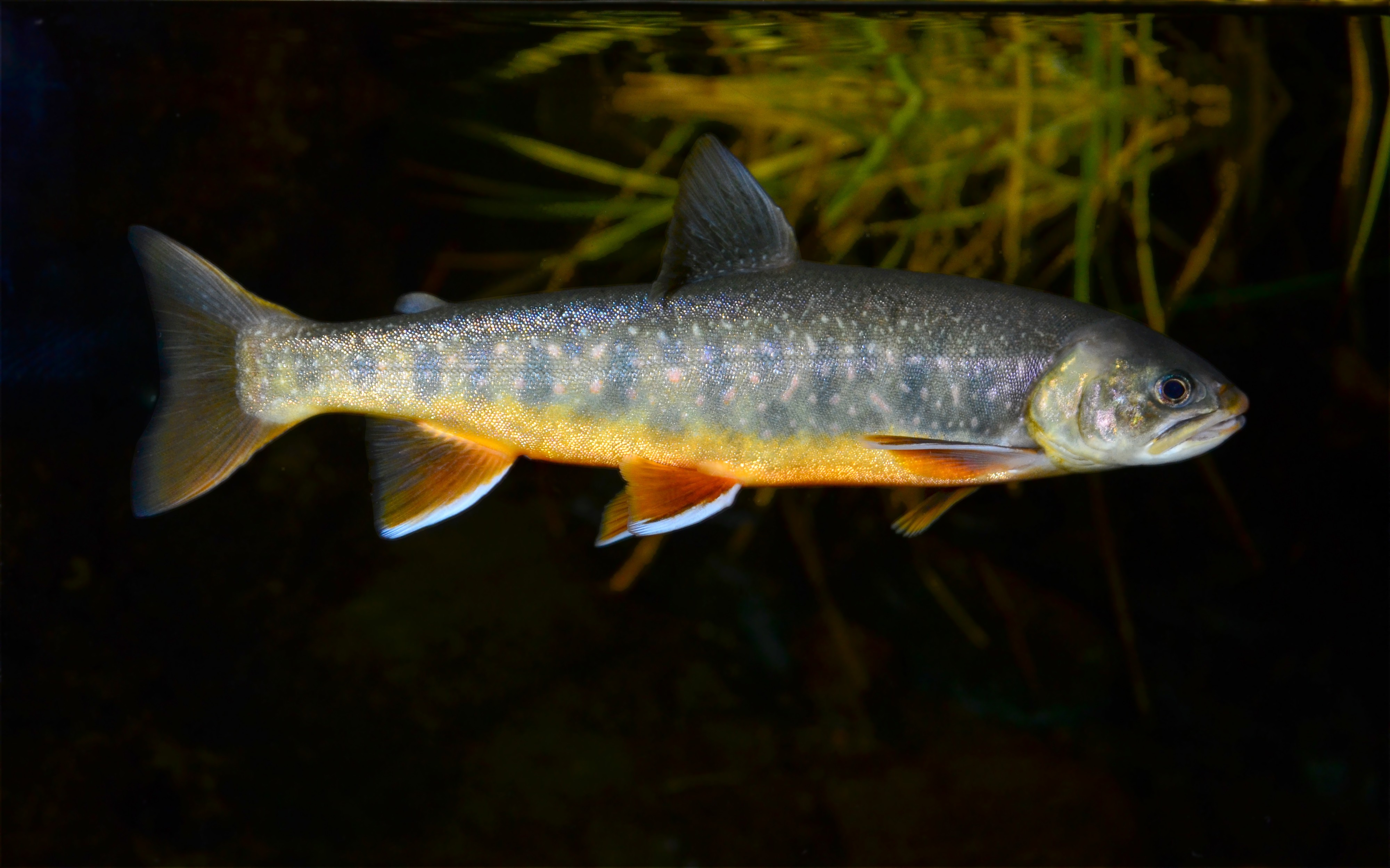

홍송어 (white spotted char, Salvelinus leucomaenis)는 곤들매기와 비슷하나 곤들매기에 비해 몸의 길이가 크다. 대한민국, 일본, 러시아 등에 서식하며 몸 길이는 약 30cm 정도이다. 수명은 최대 9년 정도이다.